# Váradi Miklós (kereskedő)
Váradi Miklós (Nagyvárad, 1589. – Kolozsvár, 1659. március 28.) kereskedő, kolozsvári főbíró, református főgondnok. Bethlen Miklós kancellár nagyapja.

## Élete
Apja, a szintén kereskedő id. Váradi Miklós, Nagyváradról költözött Kolozsvárra 1598-ban, ahol a Közép utcában volt háza. Az akkor még unitárius Kolozsváron az ő házánál tartották a református istentiszteleteket. Az ifjabb Váradi Miklós kilenc éves volt a Kolozsvárra költözéskor. Tanulmányairól nem maradt fenn adat, de művelt ember volt. Könyvtárának egyetlen fennmaradt darabja Rotterdami Erasmus Apophthegmarum Libri Octo (1525) című munkája. Támogatta a tanulni vágyó fiatalokat, mint például Vásárhelyi Szőcs Mihályt, Tályai Z. Mártont.
Évente kétszer Bécsbe utazott, ahova viaszt, ökröket, ökörbőrt és kénesőt vitt ki, és visszafele  különböző árukat (posztót, selymet, fűszereket, kést, süveget, óntárgyakat, papírt, hajfonó karikát, szalagot, kártyát, kesztyűt) hozott magával, de Lublinba, Jarosławba és Eperjesre is tett ilyen utakat. A kereskedelem mellett egyéb vállalkozásokban is részt vett: 1620-ból fennmaradt egy szerződés, amely szerint betársult Filstich Lőrinc bányászati vállalkozásába. Bethlen Gábor számára több ízben végzett beszerzéseket: szövetet, posztót, kesztyűt, órát hozott neki, 1625-ben pedig közreműködött Johannes Thesseliusnak, a fejedelem udvari zenészeinek kapellmeisterének az Erdélybe hozatalában is. 1628–1629-ben diplomáciai feladatokat is teljesített Bécsben és Belgrádban a fejedelem megbízásából. I. Rákóczi György 1645. március 22-i fiához intézett levele szerint szerint Váradi engedély nélkül nemesfémet vitt ki az országból, ami főbenjáró véteknek számított, és szabadságát 3000 tallérral kellett megváltania. Fia válaszlevelében már 4000 forintot meghaladó összegről esett szó. Az ügy közelebbi részletei nem ismertek, mindenesetre 1647-ben a Farkas utcai református templom átadásán a város és a református egyházközség tekintélyes polgáraként vett részt.
Kolozsváron több háza is volt: egyik a Farkas utcai fertályban, a Széna utcában, a másik szintén a Farkas utcai fertályban, de a városfalon kívül, a harmadik a Közép utcai fertályban, a Király utcában. Az értékes ingatlanvagyon mellett készpénzben is bővelkedett; több esetben földbirtok vagy ingóság zálogbavételével pénzt kölcsönzött.
Ahogy a reformátusok I. Rákóczi György kívánságának megfelelően teret nyertek a kolozsvári közigazgatásban, 1639-ben a százférfiak közé, 1644-ben főbírónak választották. A főbírói tisztséget élete során háromszor töltötte be. Közben 1641-ben, 1647-ben, 1651-ben, 1653-ban és 1655-ben számvevőnek és vonásigazítónak, azaz az adókirovást végző tisztségviselőnek is megválasztották, 1641-ben adószedőként, 1657-től pedig osztóbíróként is tevékenykedett.
A kolozsvári református egyházközség főpatrónusaként, 1652-től főkurátoraként a református kollégium 1651-ben elkezdett építkezésnél ő felügyelte a beruházást, és őt terhelte az 1655. április 3-i tűzvész után az egyházi épületek helyreállításának megszervezése is. Ugyanakkor gondoskodni kellett az az anyagi veszteségeket szenvedett lelkészekről és egyházi alkalmazottakról, illetve az elhelyezés nélkül maradt diákokról is. Működése során a puritanizmus tevékeny ellenfele volt, és fontos szerepet játszott volt abban, hogy Kolozsvárról eltávolították Gidófalvi János és Csaholczi Pap János, majd Enyedi Bálint, és Tótfalusi István lelkészeket, illetve Igaz Kálmán iskolamestert. Idősebb korában azonban nem gáncsolta a presbiteriánus nézeteket valló Apáczai Csere Jánost; Bán Imre szerint egyenesen előmozdította a jeles tanár Kolozsvárra helyezését. Szintén nem akadályozta a karteziánus és coccejánus nézeteiről ismert Csengeri Képíró István kolozsvári pappá választását 1658-ban.
A kollégiumban korábban nem tanított földrajztudomány és csillagászat oktatásához 1658-ban földgömböt és éggömböt vásárolt az iskolának. Végrendeletében 500 forintot hagyományozott az egyházközségnek.

## Családja
Felesége Turi Jánosnak, az erdélyi sókamarák és aranybányák főfelügyelőjének Borbála nevű leánya, Gyulai Pál történetíró unokahúga volt. (1655. április 14-én hunyt el). Borbála nevű lányukat Bethlen János, Torda és Küküllő megyék főispánja, Udvarhely szék főkapitánya vette feleségül, az ő fiuk pedig a később kancellárrá lett Bethlen Miklós.
Kolozsvár másik vagyonos kereskedője, Debreceni Jónás deák végrendeletében sógoraként tüntette fel Váradi Miklóst, de rokoni kapcsolatukat nem sikerült tisztázni.